# Amraica ferrolavata
Amraica ferrolavata  är en fjärilsart som beskrevs av Francis Walker 1863. Amraica ferrolavata  ingår i släktet Amraica och familjen mätare, Geometridae. Inga underarter finns listade i Catalogue of Life.